# Король Михайло
д-р Михайло Король (15 червня/15 вересня/16 вересня 1856, с. Неслухів, нині Львівського району Львівської області — 15 липня 1925) — український адвокат, правник (доктор права), громадсько-політичний діяч. Протягом значного періоду свого життя мав русофільські погляди.

## Життєпис
Народився, за даними Я. Ляльки, 15 вересня 1856 року в с. Неслухові (нині Львівського району Львівської області) в сім'ї священика УГКЦ, пароха Неслухова. За іншими даними, народився 15 червня або 16 вересня того ж року. Михайло — небіж (племінник) відомого москвофільського діяча Якова Ґеровського.
Навчався на правничому факультеті Львівського університету (1876—1880 роки). Працював у судах. У 1882 році склав докторат у Ягайлонському університеті у Кракові. У 1883—1888 роках працював у адвокатській канцелярії Івана Добрянського у Львові.
У 1888 році відкрив власну канцелярію в Жовкві, відтоді — провідник місцевої української громади. У 1892—1902 роках — голова «Руської Ради», ініціятор будови «Народного Дому» в Жовкві, фундатор кредитової спілки.

### Політична кар'єра
Після розколу москвофільської партії в 1909 році на старорусинів і новокурсників — голова «Російського клубу», опонент ідеолога «нового курсу» Володимира Дудикевича на форумі Сейму, відтак наблизився до українських націонал-демократів. У 1913—1914 роках член-гість («госпітант») Українського соймового клубу. Делегат Української Національної Ради ЗУНР, повітовий комісар Жовківського повіту ЗУНР (за діяльність у часи ЗУНР у 1919 році ув'язнений польською владою). У 1920-х роках діяч УНДП.
Посол до Галицького крайового сейму (його чотири рази обирали від IV курії округу Жовква — Куликів — Великі Мости):
- 6-го скликання (1889—1895 роки), спочатку входив до складу «Руського клубу», вийшов з нього у 1892 році; у 1894-1895 роках член «Клубу староруської партії».
- 8-го скликання (1901—1907 роки), заступник голови «Руського клубу», склав мандат 29 жовтня 1903 року, повторно обраний 14 червня 1904 року.
- 9-го скликання (1908—1913 роки), голова «Русского клуба» у 1909—1913 роках (після розколу москвофілів).
- 10-го скликання (1913—1914 роки), входив до складу «Українського соймового клубу»[2].

Посол Райхсрату Австро-Угорщини у 1900—1911 роках.
За спогадами Костя Левицького, русофілом ніколи не був.